# Dieter Bartetzko

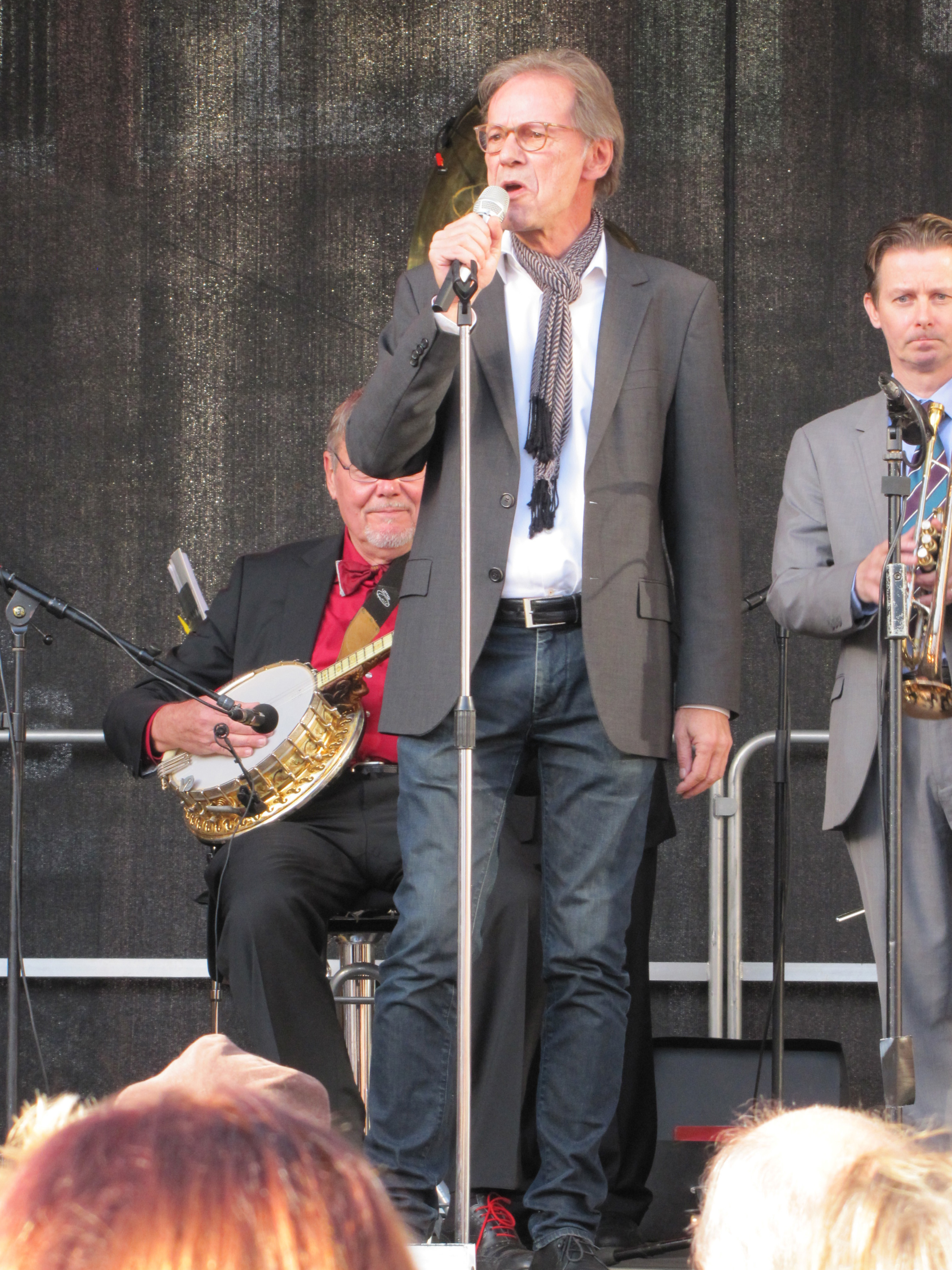
Dieter Bartetzko (2013 in Frankfurt am Main bei „Jazz zum Dritten“)

Dieter Bartetzko (* 10. Februar 1949 in Rodalben; † 19. Mai 2015 in Frankfurt am Main) war ein deutscher Journalist und Architekturkritiker.

## Leben
Bartetzko wuchs in Frankfurt am Main auf. Nach dem Abitur am Realgymnasium Musterschule begann er ein Pädagogikstudium, das er jedoch nicht fortführte. Danach arbeitete Bartetzko in einer Werbeagentur und absolvierte seinen Zivildienst in einem Kinderkrankenhaus. Anschließend studierte er Kunstgeschichte, Germanistik und Soziologie an den Universitäten in Frankfurt am Main, Berlin und Marburg. An der Universität Marburg wurde er 1983 bei Hans-Joachim Kunst mit einer Arbeit zur Theatralik von NS-Architektur promoviert.
Während seiner Studienzeit und auch später trat er als Sänger und Schauspieler an Studenten- und Kleinkunstbühnen auf. Von 1983 bis 1993 arbeitete er als freier Journalist mit den Themenschwerpunkten Architektur, Bildende Kunst und Denkmalpflege, unter anderem für die Frankfurter Rundschau, die taz und verschiedene Sendeanstalten (HR, SWF, NDR) und trat weiterhin gelegentlich als Sänger deutscher Chansons der 1920er-Jahre auf. 1993 hatte Bartetzko eine Vertretungsprofessur für Kunstgeschichte an der Fachhochschule Mainz inne.
Seit 1994 war Bartetzko (Redaktionskürzel bat.) Redakteur im Feuilleton der Frankfurter Allgemeinen Zeitung. Er war dort für die Themen Architektur, Bildende Kunst, Denkmalpflege und Archäologie zuständig; darüber hinaus schrieb er über Chansons, Shows und Musicals.
2006 wurde Bartetzko mit dem BDA-Preis für Architekturkritik ausgezeichnet.
Unter der musikalischen Leitung des Frankfurter Saxofonisten Tobias Rüger nahm Baretzko in den Wochen vor seinem Tod noch das Album Die kleine Stadt will schlafen geh'n auf. Er starb im Mai 2015. Sein Grab befindet sich auf dem Frankfurter Hauptfriedhof.

## Veröffentlichungen (Auswahl)

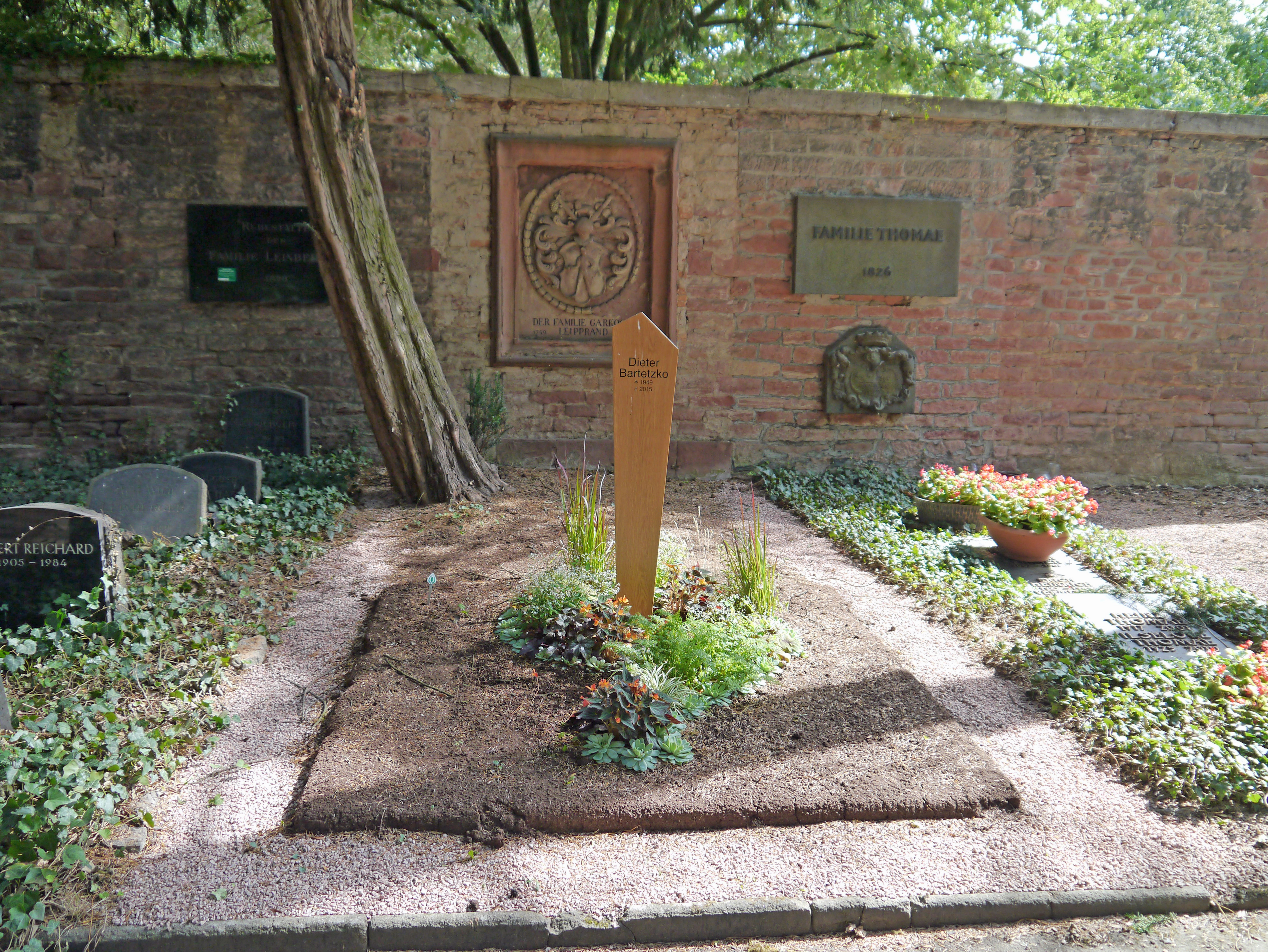
Das Grab auf dem Frankfurter Hauptfriedhof (2015)

- Zwischen Zucht und Ekstase. Zur Theatralik der NS-Architektur. Berlin 1985.
- Illusionen in Stein. Stimmungsarchitektur im deutschen Faschismus. Ihre Vorgeschichte in Theater- und Filmbauten. rororo, Reihe Kulturen und Ideen. Reinbek bei Hamburg 1985, ISBN 3-499-17889-3.
- Architektur kontrovers: Schauplatz Frankfurt. Campus Verlag, Frankfurt am Main / New York 1986, ISBN 3-593-33589-1.
- Zwischen Gestern und Morgen, Zufall und Willkür. Streiflichter auf Frankfurts Nachkriegsmoderne, in: Kunst in Frankfurt 1945 bis heute, Hrsg. Rolf Lauter, Societäts-Verlag, Frankfurt am Main 1995, S. 284–291.
- Denkmal für den Aufbau Deutschlands – Die Paulskirche in Frankfurt a. M. Hrsg. Elmar Lixenfeld. Verlag Langewiesche, Königstein im Taunus 1998, ISBN 978-3-7845-4475-5.
- Michael A. Landes Architekt. Union Frankfurt am Main. Union Frankfurt/Main. Junius Verlag, Hamburg 2002, ISBN 3-88506-523-1.
- Bauen wie Josephine Baker tanzt. Richard Meier und die Entwicklung der deutschen Innenstadt nach 1945 (= Edition Stadthaus. Band 6). Stadthaus, Ulm 2009, ISBN 978-3-934727-25-0.
- Illusionen in Stein – Stimmungsarchitektur im Nationalsozialismus. Erweiterte und komplett überarbeitete Neuauflage. Zentralverlag, Berlin 2012, ISBN 978-3-9812417-2-3.
- mit Rainer Schulze: Architekturstadt Frankfurt am Main. Wegweisende Bauten, Aktuelle Tendenzen. Belser Verlag, Stuttgart 2014, ISBN 978-3-7630-2689-0.